# Maurice Saillet
Pour les articles homonymes, voir Saillet.
Maurice Saillet (7 avril 1914 à Burdignin - 13 août 1990 à Sully) est un écrivain, critique et érudit français. Il a été satrape du Collège de 'Pataphysique. 

## Biographie
À vingt-trois ans (1938), Saillet devient assistant et associé de la libraire, éditrice et poétesse Adrienne Monnier, librairie-bibliothèque de prêt intitulée La Maison des amis des livres, située au 7, rue de l'Odéon à Paris et qui fut l'éditrice de James Joyce. Il y avait commencé comme critique de livres. Outre Joyce, il rencontre également Gisèle Freund et Eugène Jolas. Il commence une correspondance avec André Gide et Pascal Pia.
Contributeur à la revue K (1948), Maurice Saillet cofonde avec Maurice Nadeau en 1953 la revue littéraire Les Lettres nouvelles.
Il est l'éditeur du recueil La Chandelle verte d'Alfred Jarry dans la collection Le Livre de poche (1969). Il a par ailleurs publié de nombreux inédits de Jarry et reconstitué une grande partie de sa vie.
En 1972, il édite les œuvres complètes d'Isidore Ducasse (Le Livre de poche).
En 1989 sa bibliothèque est vendue à l'Hôtel Drouot.

## Ouvrages
- Saint-John Perse, poète de gloire suivi de Essai de bibliographie d'Alexis-Léger, essai, Mercure de France, 1952.
- Sur la route de Narcisse, essai, Mercure de France, 1958.
- Billet doux de Justin Saget, présenté comme un auteur supposé, Mercure de France, 1974.
- Les Inventeurs de Maldoror, préface de Jean-Jacques Lefrère, éditions Le Temps qu’il fait, 1992.